# Caelostomini
Tribu
Les Caelostomini sont une tribu de coléoptères de la famille des Carabidae et de la sous-famille des Pterostichinae.

## Genres
Abacaelostus - 
Andrewesinulus - 
Apsidocnemus - 
Barylaus - 
Basilewskya - 
Caecocaelus - 
Caelostomus - 
Camptogenys - 
Capabatus - 
Crenulostrigus - 
Cyrtolaus - 
Dactyleurys - 
Dactylinius - 
Diachipteryx - 
Diceromerus - 
Dromistomus - 
Drymonaxus - 
Eurystomis - 
Feostoma - 
Hemitelestus - 
Hoplizomenus - 
Leleuporites - 
Madapelmus - 
Monodryxus - 
Pachycaecus - 
Pachyroxochus - 
Platyxythrius - 
Stegazopteryx - 
Stomonaxellus - 
Strigomerodes - 
Strigomerus - 
Trichillinus